# Ellipsocephalus
Ellipsocephalus is een geslacht van uitgestorven blinde trilobieten, dat leefde tijdens het Cambrium. Het geslacht omvat benthische soorten die in diepe, slecht verlichte of aphotische habitats leefden. E. hoffi was een veel voorkomende trilobiet, voornamelijk uit Midden-Europa (Tsjechië).

## Kenmerken
Ellipsocephalus is ongeveer ovaal van vorm en absoluut convex, en het heeft opistoparische naden die enigszins naar buiten zijn gericht vanaf de voorkant en de achterkant van de ogen. Het centrale verhoogde gedeelte van het hoofdscherm (of cephalon) genaamd glabella heeft ongeveer evenwijdige zijden die enigszins concaaf zijn en een afgeronde voorkant. Laterale groeven zijn niet waarneembaar, net als de occipitale ring. De ribbels die het oog verbinden met de glabella (of palpebrale lobben) zijn niet duidelijk gescheiden van de dunne oogribben. Het gebied tussen de voorkant van de glabella en de rand is enigszins gezwollen. De vrije wangen (of librigenae) zijn half zo breed als de vaste wang. Sommige soorten hebben genale stekels (zoals E. sanctacrucensis), terwijl de meest bekende soort (E. hoffi) een enigszins hoekige genale achterkant heeft. Ellipsocephalus heeft twaalf thoraxsegmenten. Het staartstuk (of pygidium) is viermaal breder dan lang.

## Gedrag
Ellipsocephalus en sommige andere primitieve micropygote Cambrische geslachten, zoals Bailiella, rolden zich anders op dan andere trilobieten, zodat de achterste thoraxsegmenten en pygidium bogen onder de thorax. Dit wordt 'dubbele oprolling' genoemd.

## Verspreiding
- E. hoffi kwam voor in het Midden-Cambrium van Tsjechië (Jince-formatie).
- E. polytomus is gevonden in de buurt van Viken, Näkten lake, Jämtland, Zweden.
- E. sanctacrucensis is bekend uit het Midden-Cambrium van Polen (Słowiec zandsteenformatie, Paradoxides insularis en P. pinus-zones, in de buurt van Brzechów, Holy Cross Mountains).